# Parastrachia
Parastrachia  (лат.) — род клопов-щитников рода из монотипического семейства Parastrachiidae Oshanin, 1922 надсемействаPentatomoidea. Эндемик Восточной Азии: Китай, Япония и Ассам (на северо-востоке Индии).

## Описание
Длина около 2 см, красно-чёрного цвета. Имеют стридуляционный орган на брюшке (орган Лестона). Эпиплевриты отсутствуют. Дорзум брюшка относительно десклеротизированный (почти как у представителей Pyrrhocoroidea и Lygaeidae), что возможно объясняется наличием яркой апосематической окраски. Обладают уникальным очень длинным эзофагусом (у других Pentatomoidea он короткий и широкий). Строение гениталий самок промежуточное между Cydnidae и Pentatomidae. Самки Parastrachia japonensis отличаются субсоциальным поведением, охраняет кладку яиц от хищников и приносит им плоды, опавшие с дерева-хозяина Schoepfia jasminodora из семейства олаксовых.

## Систематика
2 вида. Род был впервые выделен в 1908 году английским энтомологом Уильямом Лукасом Дистантом (William Lucas Distant; 1845—1922). Ранее род Parastrachia включали в состав семейств Pentatomidae, Tessaratomidae,  а в последнее время в Cydnidae в качестве подсемейства Parastrachiinae (выделение которого обосновано Schaefer et al., 1988). В 2002 году американские энтомологи Меррилл Свит (Sweet, M. H.) и Карл Шаффер (Schaefer, C. W.) повысили его ранг до отдельного семейства Parastrachiidae Oshanin, 1922 (Sweet, Schaefer, 2002), хотя ещё в 1922 году русский энтомолог Ошанин выделил трибу Parastrachiaria.
- Parastrachia japonensis (Scott, 1880)[4]
- Parastrachia nagaensis Distant, 1908[5]